# Selské povstání (1695)

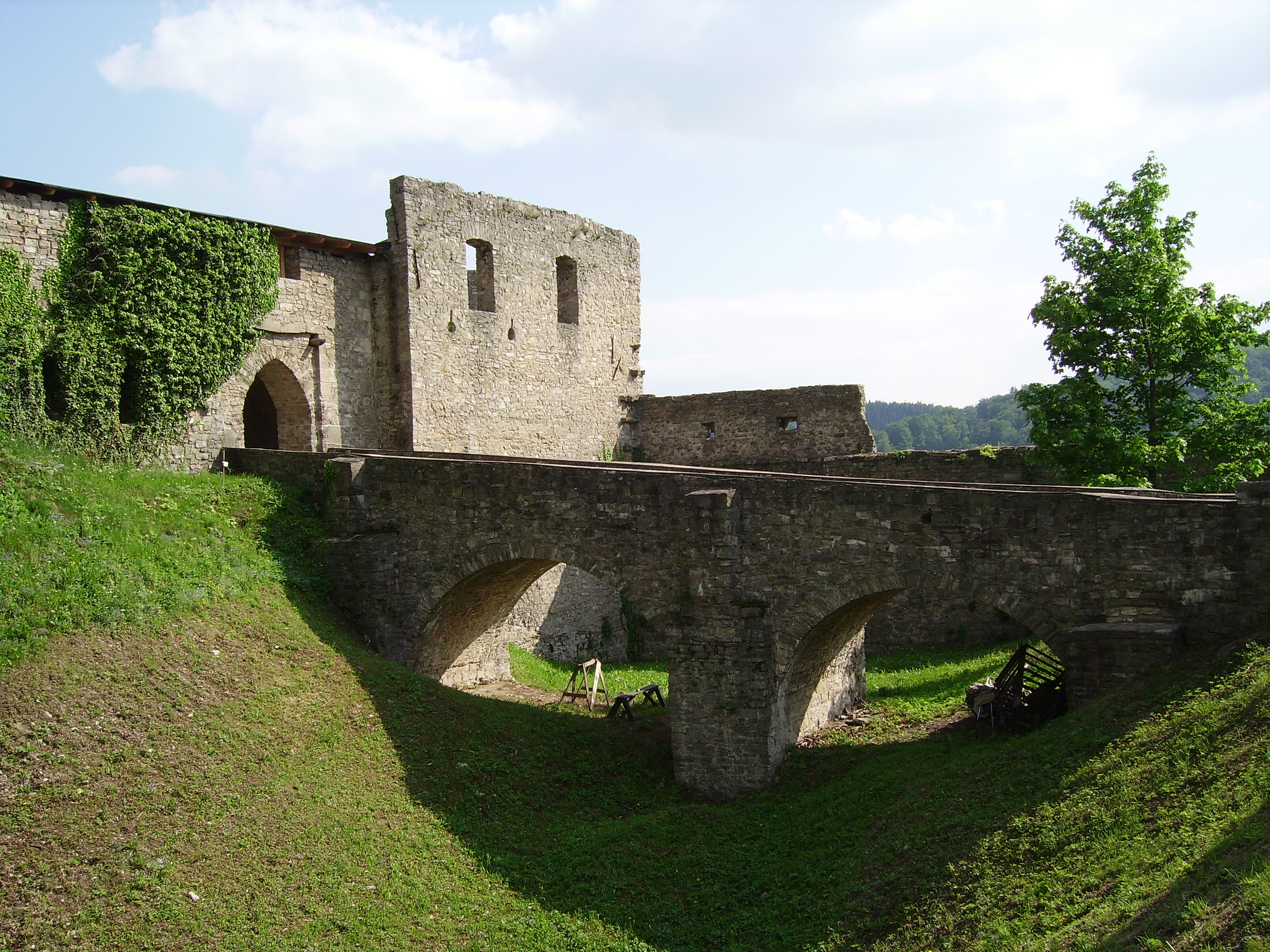
hrad Hukvaldy, v jehož žalářích skončila řada vzbouřených sedláků

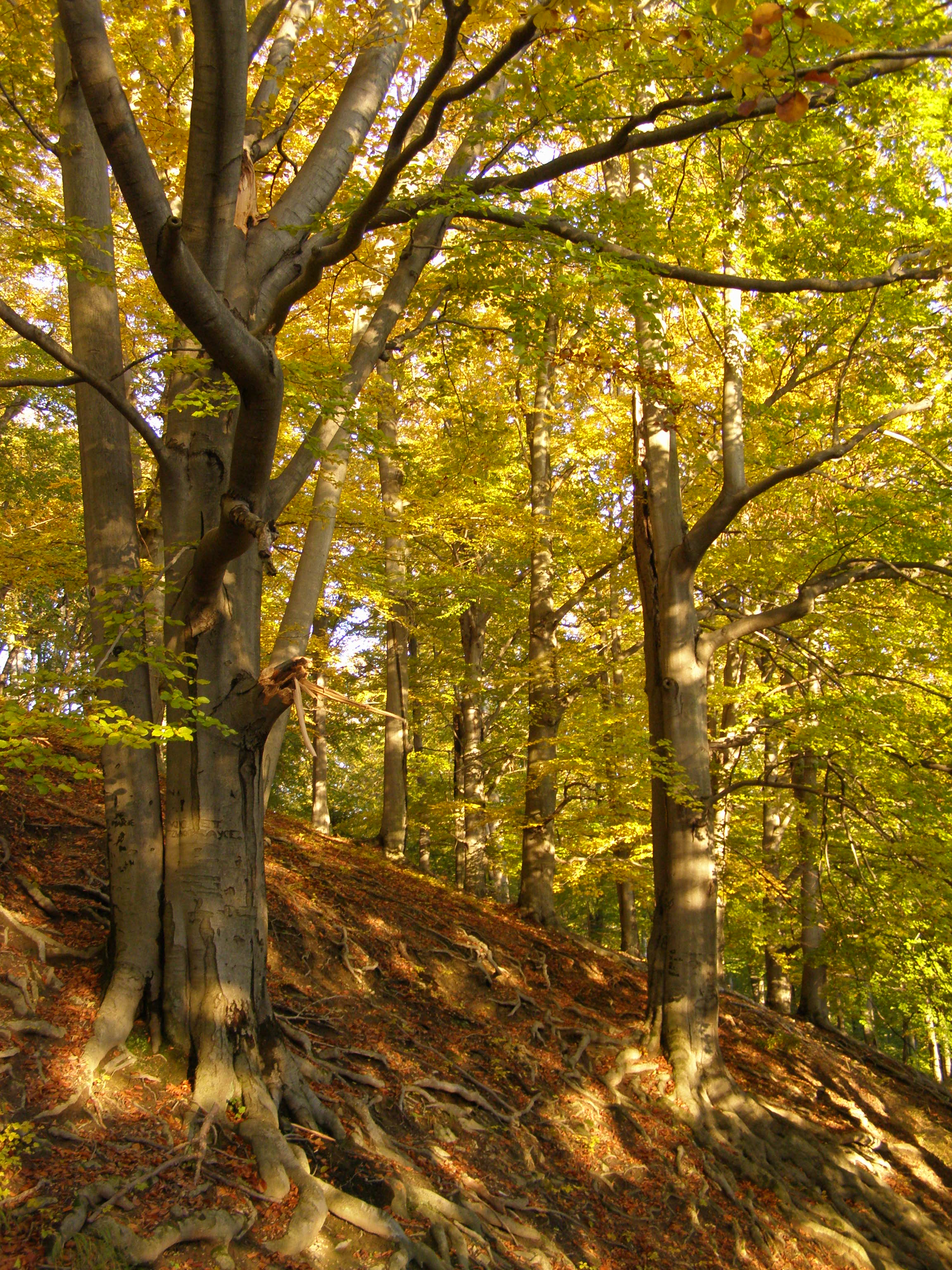
Bučiny v okolí Hukvald, nucená těžba dřeva přesahovala rámec běžných robotních povinností

Selským povstáním roku 1695 vyvrcholila neúnosná situace na panství Hukvaldy, kdy kvůli útisku ze strany panstva (kombinovaným s neúrodou a těžkými životními podmínkami po válce) odmítlo obyvatelstvo robotu a poslušnost vrchnosti.

## Důvody
Panství Hukvaldy patřilo (včetně hradu ze 13. století) olomouckým biskupům. Situace poddaných se ale oproti jiným oblastem v principu nelišila, třicetiletá válka zanechala zničené vesnice, vypálené domy, drasticky snížený počet obyvatel a panstvo, které nepřipustilo snížení příjmů pod standard, na který bylo zvyklé před válkou. Vrchnost i zde navyšovala robotní povinnosti a kromě těch běžných navíc po svých poddaných vyžadovala těžbu a zpracování dřeva v místních lesích včetně přepravy na panské hutě (často na značné vzdálenosti).

## Průběh a důsledky
Situaci nezlepšila ani žádost, kterou místní obyvatelé sepsali a odeslali olomouckému biskupovi. Poslední ranou se stalo velké sucho, které kraj zasáhlo v červnu 1695 a způsobilo neúrodu. Sedláci odmítli robotní povinnosti, opustili vesnice a kolem 1000 se jich sešlo v oblasti zvané Hraničky poblíž Kopřivnice. Po dva týdny vzdorovali výhrůžkám i slibům vrchnosti, ale nakonec (především kvůli absenci vedení a nedostatku potravin) odešli domů s nadějí, že dojde ke zlepšení situace. Sliby vrchnosti ale byly plané, a tak se ještě několikrát sedláci se zbraněmi shromáždili, případně před vrchností utíkali do lesů. Nepokoje řešilo vojsko hejtmana Maxmiliána Harasovského z Harasova, řada povstalců byla ubita nebo uvězněna na hradě Hukvaldy. I přesto nadále odpor lidu narůstal.